# Övre Myrgubbsjön
Övre Myrgubbsjön är en sjö i Torsby kommun i Värmland och ingår i Göta älvs huvudavrinningsområde. Sjön är 19,7 meter djup, har en yta på 0,0767 kvadratkilometer och befinner sig 198,1 meter över havet. Sjön avvattnas av vattendraget Rottnan. Vid provfiske har bland annat abborre, braxen, gers och gädda fångats i sjön.

## Delavrinningsområde
Övre Myrgubbsjön ingår i det delavrinningsområde (667907-132430) som SMHI kallar för Ovan VDRID = Ulvån i Rottnans vattendragsyta. Medelhöjden är 320 meter över havet och ytan är 50,52 kvadratkilometer. Räknas de 8 avrinningsområdena uppströms in blir den ackumulerade arean 366,2 kvadratkilometer. Rottnan som avvattnar avrinningsområdet har biflödesordning 3, vilket innebär att vattnet flödar genom totalt 3 vattendrag innan det når havet efter 376 kilometer. Avrinningsområdet består mestadels av skog (85 procent). Avrinningsområdet har 1,62 kvadratkilometer vattenytor vilket ger det en sjöprocent på 3,2 procent.

## Fisk
Vid provfiske har följande fisk fångats i sjön:
- Abborre
- Braxen
- Gärs
- Gädda
- Lake
- Löja
- Mört